# Бранко Ашкович
Бранко Ашкович (серб. Бранко Ашковић; нар. 14 вересня 1978, Москва, СРСР) — сербський футболіст, захисник.

## Життєпис
Футбольну кар'єру розпочав у сезоні 2001/02 років у клубі Другої ліги Югославії «Железничар» (Лайковац). У 2002 році прийняв запрошення «Кривбасу». Дебютував за криворізький клуб 16 березня 2003 року в програному 0:2) домашньому поєдинку 17-о туру Вищої ліги проти донецького «Металурга». Бранко вийшов на поле в стартовому складі, а на 80-й хвилині його замінив Роман Санжар. Проте цей матч виявився єдиним у складі «Кривбасу». Після цього повернувся до Сербії, виступав за «Єдинство» (Уб). З 2006 по 2011 рік захищав кольори «Колубари». З 2011 року знову виступав за «Железничар» (Лайковац).